# Mangold Henrik
Mangold Henrik (Vágújhely, 1828. október 5. – Budapest, 1912. február 5.) orvosdoktor, királyi tanácsos, balneológus, balatonfüredi fürdőorvos.

## Életútja
Tanulmányait Pesten és Bécsben végezte. Orvosi működését 1855-ben Kecskeméten kezdte, ahova a kormány mint kolera-orvost küldte ki. Innen ugyanazon minőségben Szarvasra helyezték át. A kolera megszűntével 1858-ban Veszprém vármegyében a kerületi községi állást foglalta el, azon szándékkal, hogy Balatonfüredet megismerve, később ott mint fürdőorvos telepedjen le. 1860-ban lemondott hivatalos állásáról, majd Balatonfüredre költözött, ahol ugyanazon évben megkezdte fürdőorvosi működését. Balatonfüred gyógyhatását és vizének gyógyító erejéről szakszerű és népszerű dolgozatokban számolt be, s ezzel nevét széles körben tette ismertté nemcsak Magyarországon, hanem külföldön is. Ő volt az első, aki a Balaton hasonlatosságát a tengerrel bebizonyította. A Balaton vidékének fellendülésére is nagy tevékenységet fejtett ki. Balatonfüredi házában szegény városi hivatalnokok számára egyszer s mindenkorra felajánlott két szobát az egész fürdői évszak időtartamára, amiért elnyerte a miniszter és a budapesti főpolgármester köszönetét. 1864-től tagja volt a budapesti királyi orvosegyletnek; ugyanezen egylet balneológiai egyesületének is; a Wiener Doctoren-Collegium, a Berliner Balneologischer Congress, a berlini Verein der Heilkunde s a párisi Societé d'Hydrologie medicale rendes tagja volt.

## Magánélete
Felesége Nobel Karolina (1837–1924) volt.
- Lánya Mangold Flóra (1864–1919).[6] Férje Abonyi József fogorvos, szakíró volt.

## Írásai
Cikkei a Zetischrift für Natur- und Heilkundeban (1855. Kön. Gesellschaft der Aerzte in Pest, 1857. Über das Wechselfieber bei kleinen Kindern, Vomitis et singultus chronicus, 1858-59. Miscellen aus der Landpraxis, Neujahrswunsch eines Arztes); az Orvosi Hetilapban (1858. Nyilt levél dr. Poórhoz); a Gyógyászatban (1861. Balneologiai észrevételek, 1864. Levél Balaton-Füredről, Az orvosok helyzete, 1871. Balaton-Füred gyógyfürdőhelynek gyógyhatányai és gyógytárgyai, 1872. A kumys ismertetése, A meleg ásványvíz-fürdők gyógytényezői, 1873. Két sarkkérdés, Egy szó idejében, 1874. A görvélykór isméjéhez, A balatontavi fürdők hatása); az Ung. Med. Chirurg. Presseben (1865. Der Kurort Szobráncz, 1866. Der Kurort Füred am Plattensee, Der Kurort Korond in Siebenbürgen, Einige vorläugige Worte über Dispensirfreiheit und Apothekerzwang, Weintraubenkur, Neues Jahr und ärztliches Honorar, 1867. Die Molkenkur in Füred am Plattensee, 1868. Sitzungsberichte über die k. ungar. Gesellschaft derAerzte, Zur ärztlichen Honorarfrage, Die Steuerfrage und die Aerzte, Versammlung deutscher Naturforscher und Arzte in Frankfurt am Main, Die 42. Versammlung der deutschen Naturforscher und Aerzte in Dresden és könyvism., 1869. Über Füred am Plattensee, Die XIV. Wanderversammlung der ungarischen naturforscher und Aerzte in Fiume, Die Heilfactoren der warmen Mineralwasser-Bäder, Über warme Sandbäder, Naujahrswunsch eines Arztes, Dr. Hermann Schlesinger, 1870. Zur Diagnostik der Schrophulose, Zur Kenntniss vom Stoffwechsel, Der Hilfsverein der ungarischen Aerzte, Harmlose Betrachtungen über zwei Reden, Die ausserordentlich Professur für Homöopathie an der Pester Universität, 1874. DieWirkung der Plattenseebäder, Die Erwerbsteuer und die Aerzte); a Fürdői Lapokban (1873. Hohomfürdők); a Magyarország és Nagyvilágban (1875. Balaton-Füredről). A Wiener medizin. Pressenek és a bécsi Allg. mediz. Zeitungnak 25 évig állandó budapesti levelezője volt; később a berlini Ärztlicher Praktiker és a Berliner deutsche mediz. Wochenschriftnak és több fürdőszaki német lapnak tudósítója és orvosi szakczikkeivel dolgozótársa.

## Munkái
- Der Kurort Füred am Plattensee. Weszprim, 1863. (2. kiadás: Bécs, 1866., 3. k., 1883. 4. k., 1885. 5. kiadás. 1892. Ugyanott).
- Allgemeine Kurdiätetik. Wien, 1863.
- Magyarország gyakorló orvosainak Névkönyve. (Schematismus). Pest, 1864.
- Vademecum. Uo. 1866.
- Medizinischer Bericht über die Wandersammlungen der ungarischen Naturforscher und Aerzte in Pest, Maros-Vásárhely und Pressburg. Historisch und kritisch dargestellt. Uo. 1867.
- Beteg- és díjazási napló, gyakorló orvosok számára. Uo. 1870.
- Heilpotenz und Heilobjecte des Kurortes Füred am Plattensee. Uo. 1871. (Különny. a Pester med.-chirurg. Presseből).
- Balaton-Füred gyógyhatányainak és gyógyhelyi viszonyainak rajza. Ugyanott, 1872. (3. bőv. kiadás. Budapest, 1884. 4. bőv. k. Uo. 1889. Németül: Bécs, 1892. 5. átdolg. kiadás, négy rajzzal és térképpel.)
- Balaton-Füred zsebben. Vagyis a nevezett fürdő gyógyhatányainak és gyógyhelyi viszonyainak rövid rajza. Bpest, 1875.
- A Balatontó hasonlatossága a tengerrel és a balatontavi fürdők gyógytani értéke. Uo. 1879. (Különnyomat a Gyógyászatból).
- Néhány szó a magyar fürdőhelyek érdekében. Uo. 1882. (Különnyomat az Orvosi Hetilapból).
- Führer durch Balaton-Füred. (Füred am Plattensee). Uo. 1882. (5. kiadás. Bécs, 1892.)
- Zur Heilmethode mit der Koch'schen Lymphe. Budapest, 1891. (Különnyomat a Pester med. chirurg. Presseből).
- A tuberculosis gyógyítása. A Koch-féle oldattal való gyógykezelése. Uo. 1891.
- A balatonfüredi gyógy- és fürdőhely klimatikai jelentősége és therapeutikai értéke. Uo. év n.
- Az országos balneologiai egyesület czíméhez. Uo. 1891., 1893. és 1894. Három közlés.
- Taschenbuch für Heilsuchende. Wien, 1892.
- Életrendi intések. Felolvasta a budapesti VI. kerületi Erzsébet-városi körben. Fiume, 1893. (Különnyomat a Jó Egészségből).
- Balaton-Füred gyógyhelyi viszonyainak javítása. Emlékirat főt. ... Fehér Ipoly pannonhalmi főapát úr elé. Budapest, 1895.
- Balatonfüredi (Millenium) emlék a fürdővendégek tájékoztatására. Uo. 1896. (4. kiadás).
- Balaton-Füred. Uo. 1900. (Különny. az Orvosi Revueből).
- Az alkotandó gyógy- és fürdőhelyi törvény ügyéhez. Uo. 1900. (Különny. a Gyógyászatból).
- Die Tuberculose-Sanatorien und die Kurorte. Uo. 1900. (Különny. a Pester med.-chirurg. Presseből).
- Orvosi közlemény a balatonfüredi gyógy- és fürdőhelyről. Uo. 1901. (Különnyomat a Magyar Orvosi Revueből).
- Életrendi szabályok ivókuránál. Uo. 1901. (Különnyomat az Egészségügyi Lapokból).

Alapította és szerkesztette a Pester Mediz.-Chrirug. Pressét 1865-től 1878-ig (1871-től Hertzka Károllyal együtt), Die Kursaison című a magyar fürdőket ismertető szaklapot 1881-től négy évig; a Taschenbuch für Heilsuchende (Wien, 1892) c. munkát.